# Nikki Krzysik
Nicole 'Nikki' Marie Krzysik (Ridgewood, New Jersey, 23 mei 1987) is een Amerikaans voetbalster. Ze verruilde in 2014 San Diego WFC SeaLions voor FC Kansas City. Krzysik debuteerde in 2013 in het Pools vrouwenvoetbalelftal, nadat ze eerder voor het Amerikaans vrouwenvoetbalelftal onder-23 speelde.

## Clubcarrière
| Jaar        | Club                      |
| ----------- | ------------------------- |
| 2002 - 2005 | New Jersey Lady Stallions |
| 2005 - 2007 | New York Magic            |
| 2007 - 2008 | Jersey Sky Blue           |
| 2008 - 2009 | Richmond Kickers Destiny  |
| 2009 – 2010 | Chicago Red Stars         |
| 2010 - 2011 | Philadelphia Independence |
| 2012        | New York Fury             |
| 2013        | San Diego WFC SeaLions    |
| 2014 -      | FC Kansas City            |